# Cantone di Blesle
Il Cantone di Blesle era una divisione amministrativa dell'Arrondissement di Brioude.
A seguito della riforma approvata con decreto del 17 febbraio 2014, che ha avuto attuazione dopo le elezioni dipartimentali del 2015, è stato soppresso.

## Composizione
Comprendeva 10 comuni:
- Autrac
- Blesle
- Chambezon
- Espalem
- Grenier-Montgon
- Léotoing
- Lorlanges
- Lubilhac
- Saint-Étienne-sur-Blesle
- Torsiac